# 99フレイク

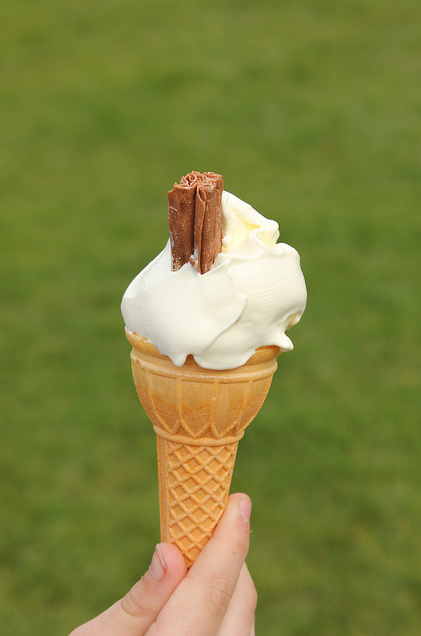
99フレイクアイスクリームの例

99フレイク（ナインティナインフレイク、英語: 99 Flake）は、イギリスの菓子メーカー・キャドバリーが製造、販売するチョコバー。
単に99、ナインティナイン（英語: ninety-nine）とも呼ばれる。ソフトクリームに99フレイクをトッピングしたものは「99フレイクアイスクリーム（99 Flake ice cream）」と呼ばれる。
1920年に発売開始したキャドバリーの人気商品「フレイク」は、紙のように薄いチョコレートの層が何層にも折り重なったチョコバー。フレイクを短くカットしてソフトクリームにトッピングするのが流行し、これに応えるように最初からソフトクリーム用として短いもの1930年より販売するようになった。これが99フレイクである。
名称の由来、「99」の意味は明らかにされておらず不明であるが、子どもたちや大人たちの間では、以下のような諸説が語られている。
- 99フレイクの長さが99mmだから
- 99アイスクリームの値段が99ペンスだったから
- 99フレイクの層が99層あるから
- フレイクの断面が、9の数字が重なったように見えるから
- イタリアの王様側近の精鋭部隊が99人で構成されていたので、そこから優れたものを意味して「99」と名付けた（当時のイギリスにはイタリア人のアイス職人が多くいたため）
- アイスクリーム・コーン、ウエハースメーカーの「Askeys」が販売するアイスクリーム・コーンの品番が99だったから
- 1920年代にフレイクを半分に折ってソフトクリームにトッピングして売る事を考案したエディンバラの店の住所が「99 Portobello High St.」だったから （en:Portobello, Edinburgh）